# Placido Costanzi

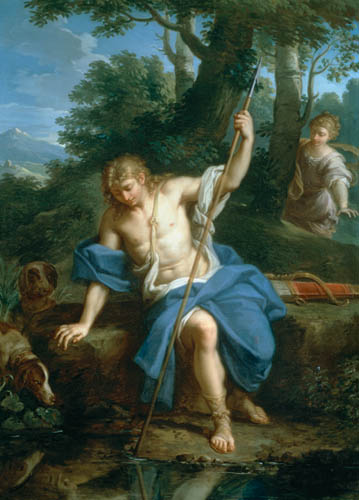
Narciso y Eco, Nueva York, colección privada.

Placido Costanzi (1702-1759) fue un pintor italiano del período barroco tardío.
Nació en el seno de una familia de fabricantes de gemas en Roma, donde se convirtió en un discípulo de Benedetto Luti y pintó temas principalmente históricos y devocionales. Pintó un San Camilo en Santa María Magdalena de Pazzi, en la que aspiraba a imitar a Domenico Zampieri. Su Resurrección de Tabita en Santa María de los Ángeles y los Mártires, reproduce un mosaico en la Basílica de San Pedro. También pintó al fresco los techos de las tribunas de Chiesa Nuova y San Gregorio y se empleó especialmente en pintar figuras en los paisajes de otros artistas, sobre todo en las de Jan Frans van Bloemen. Costanzi también viajó a Francia y España, donde tiene obra.
Costanzi pintó un retrato de George Keith, Conde de Escocia, en Roma en 1752, ahora en la National Portrait Gallery de Londres, y un San Pancracio y el Niño Jesús, ahora en la Galería Nacional de Dublín.